# 田中俊行 (怪談師)
田中 俊行（たなか としゆき、1978年〈昭和53年〉9月30日 - ）は、日本の男性イラストレーター、作家、YouTuber。

## 概要
愛称は「トシ」。兵庫県神戸市灘区出身。独身。
オカルトや怪談収集が好きで、怪談師、呪物研究家としても活動しており、「怪談グランプリ」優勝、「怪談最恐戦」優勝、「怪談王」優勝などの実績を持つ。
YouTubeチャンネル「不思議大百科」の元メンバー。

## 経歴
兵庫県神戸市灘区に生まれる。実家は魚屋を営んでいる。
幼少期は野球少年であった。
中学生の時に、交通量の多い交差点を赤信号で横断しようとし、交通事故にあう。九死に一生を得たが、記憶喪失になる。医師に、脳細胞がかなり死んだと伝えられたという。
神戸村野工業高校(現：彩星工科高等学校)」の普通科に進学し、その後、卒業する。
京都の美大を受検することにするが、受験当日、寝坊したため、試験をほとんど受けられず不合格となる。
高校卒業後、インドへ行き、旅をしていた。
帰国後は2年間無職だったが、その後、友人の紹介でセレクトショップでバイトとして働いた。
セレクトショップのバイトを辞めた後はデザイナーのアシスタント（イラストレーター）のバイトをする。
2013年に「稲川淳二の怪談グランプリ」に初出場し、初優勝した。
2016年に＂最恐＂怪談師決定戦「怪談王」に初出場し、初優勝した。
2018年6月、「OKOWA チャンピオンシップ」に初出場したが、1回戦で匠平に敗れた。同年8月、“最恐”怪談師決定戦「怪談王」に出場したが敗退した。同年12月、「OKOWA タイトルマッチ挑戦者決定戦」に出場し、勝ち上がり、OKOWAチャンピオンの三木大雲と対戦したが敗れ、準優勝で終えた。
2019年、「怪談最恐戦」に初出場し、準決勝に進出するも壱夜に敗れ、ベスト4で終えた。同年7月、「OKOWA チャンピオンシップ」に出場するも1回戦で竹内義和に敗れた。
2020年、「怪談最恐戦」に出場し、決勝に進出したが、夜馬裕に敗れ、準優勝で終えた。同年6月、「OKOWA タイトルマッチ挑戦者決定戦」に出場し、勝ち上がり、OKOWAチャンピオンの中山功太と対戦したが敗れ、準優勝で終えた。
2021年に東京の深川のアパートに移住し、神戸で働いていたデザイナーアシスタントのバイトを辞める。アパートの家賃は3万3000円で、2部屋、風呂なし、共同トイレとなっている。同年8月、YouTubeチャンネル「不思議大百科」のメンバーになり、YouTuberとしての活動も開始。同年9月、「怪談最恐戦」に出場し、決勝で吉田猛々と対戦し勝利。初優勝した。同年12月、肺炎で緊急入院した。その後、回復し退院した。
2022年4月、YouTubeチャンネル「田中俊行チャンネル『トシが行く』」を開設。同年5月、東京で初の展示会「祝祭の呪物展」を早瀬康広と共に開催した。同年10月、著書「怖い部屋の話 ゾッとする間取りと事故物件」で作家としても活動を開始。
2023年5月に大阪で、同年6月に東京で展示会「祝祭の呪物展2」を早瀬康広と共に開催した。同年10月、2023年の怪談最恐戦の司会を務めた。
2024年5月、大阪で展示会「祝祭の呪物展 2024」を開催した。同年6月、「不思議大百科」から脱退した。同年7月、東京で展示会「祝祭の呪物展 2024」を開催した。同年8月、東京の秋葉原の書泉ブックタワーで展示会「呪物書店」を開催した。同月8月、北海道札幌市で展示会「祝祭の呪物展SAPPORO」を開催した。
2025年3月、東京の有楽町マルイで開催された「クレイジージャーニー展」に自身の呪物を出展した。4月4日、「T-1グランプリ」に初出場するも初戦で敗退した。7月、広島PARCOで展示会「ゾッ展～実話怪談とその物証～」を開催した。

## 成績

### 優勝
- 稲川淳二の怪談グランプリ 優勝：1回（2013年）
- 怪談最恐戦 優勝：1回（2021年）
- 怪談王 優勝：1回（2016年）

### その他の順位
- 怪談最恐戦 準優勝：1回（2020年）
- OKOWA タイトルマッチ 準優勝：2回（2018年、2020年）
- 怪談最恐戦 ベスト4：1回（2019年）
- T-1グランプリ 初戦敗退：1回（2025年）

## 人物
子供のころから、画塾に通っていた。
幼少期に、週末に母親がレンタルビデオ屋で稲川淳二とゾンビのビデオをいつも借りてきていたことが、怪談に興味を持ったきっかけだった。
怪談ライブでは、お役さんがいわく物を持ってきてくれることがあり、最初の頃は断り切れず受け取っていたものの、興味があまりなかった。しかし「チャーミー」という呪いの人形を手に入れてから、積極的に収集を始めることとなる。
2020年まで実家に住んでいたが、実家に居場所はなかったと田中は振り返っており、「ぼくの家族は両親と姉2人と弟。姉弟たちは結婚して実家を出ており、ぼくだけが40歳になっても大好きなオカルト本や呪物に囲まれて、気がつけば子供部屋おじさんになっていました。ぼくは母にとって完全にやっかい者でした」と明かしている。
阪神・淡路大震災で被災したが、家族全員無事に生き残った。
田中の母親は、よく田中を連れて、神戸の新興宗教施設に行き、教祖の女性に相談事をしていた。
神戸村野工業高校（現：彩星工科高等学校）」は男子校でヤンキーがたくさんおり、しばかれないように、「めちゃくちゃ気持ち悪いやつら」を集めることにする。ひとりは、パンク好きで、すぐベロを出し、カバンに100個くらい安全ピンを付けている同級生、もうひとりは、探偵学校に通い、常にイヤホンで盗聴の音を聞き、授業中は耳栓をし読唇術でポケットの中の小さな紙にメモをとる同級生。最後のひとりは、見た目が小学生のようで全くしゃべらない同級生。結果、ヤンキーにしばかれなくはなったが、田中が所属していたグループは学校中から無視されていた。
大学受験に失敗した後、大学に落ちたことを家族にしばらく秘密にしており、母親から大学の入学金として預かったお金を使い、家族に黙ってインドのニューデリーに住む友人を会いに行くことにする。当時直行便がなかったため、最初にタイへ入国し、その後ネパールへ移動した。ネパールから飛行機でインドへ行く予定だったが、搭乗予定の飛行機がハイジャックされたため、陸路で移動することにする。ネパールでバスに乗っているとき、自身の他に白人の男性と鶏とヤギが同乗しており、とある村で鶏とヤギだけが下車するという不思議な光景を目にする。歩いて移動しているときに、いつの間にか国境を越えてしまったことに気づき、戻って、入国スタンプを貰いに行った。インド旅をしているとき、ニューデリーでサドゥー（ヒンドゥー教の修行者）に「おまえはネパール人だろう」と声をかけられる。田中が「日本人だと」答えると、「お前のその靴は盗んだものだから、ネパール人だ」と言われる。当時、1～2サイズ大きめの靴が流行っていたため、田中は大きめの靴を履いていた。「お前に施しをやる」とサドゥーは言い、1ルピーを渡そうとするが、田中は断る。サドゥーがあまりにしつこいため、田中はサドゥーの手を払うと1ルピーが地面に落ち、くるくると回った。その後、帰国し、家族に謝罪をして許してもらった。家族からはもうすぐで捜索願いを出すところだったと言われた。それから半年ほど過ぎた頃、夕方に田中は友人のダイコン（ダイスケ）と自室で格闘技イベントのテレビ番組を見ていたところ、パチンという音がして、空間から突然コインが飛び出し、くるくると回った。そのコインは1ルピーだった。
呪物に祈ったら温泉が沸いたエピソードがある。近くの100年くらい続いていた銭湯が老朽化で潰れてしまい、その時は3〜4ヶ月風呂に入らず、全部顔用のボディシートで対処していた。流石に不便に感じ、呪物たちに「銭湯をなんとかしてください」と祈ると、その銭湯から温泉が湧き、リニューアルされ、営業が再開された。

## 『トシが行く』メンバー

### 来歴
2022年4月にYouTubeチャンネル「田中俊行チャンネル『トシが行く』」を開設した。初期メンバーは田中俊行とカメラマンの2人だった。その後、準レギュラーの形でチビル松村、Apsu Shusei、早瀬康広が頻繁に出演している。内容は主にゲストを田中の家に招いての対談、パワースポット巡りの旅、料理系など。コンセプトは「田中俊行の全く飾らない日常と東京でサクセスしていく」内容の動画配信。

### レギュラーメンバー
- 田中俊行
- カメラマン

### 準レギュラーメンバー
- チビル松村
- Apsu Shusei
- 早瀬康広

## 呪物

### チャーミー
横にすると目をつぶる女の子の人形で、2016年ころ（2023年のインタビューで7年ほど前と話していたことから）、怪談イベントのお客さんから譲り受ける。とある老人の施設で、この人形をかわいがると、その人が幾日もたたないうちに亡くなる現象が次々と起こり、5名が亡くなったという。施設の職員が、人形を倉庫にしまうが、いつの間にか外に出てきてしまう。施設側でこの人形を持て余していたところ、田中の怪談イベントが施設の近くで行われることを知り、田中に受け取ってもらうことにする。チャーミーを家に持って帰った時、部屋の電気が激しく明滅し、パソコンは音声認識Siriが立ち上がり他のアプリケーションが立ち上がらないという不思議な現象が起こった。施設の老人が、チャーミーにご飯を食べさせていたようで、口の中にお米が詰まっていた。これを取り除くと、次々と仕事が来るようになった。名前は、ちょうどその頃来ていた大型台風「Trami」から田中がつけたと話している。このチャーミーがきっかけで呪物集めにのめり込んでいった。田中にとってはビジネスパートナーであり、一見かわいがっているようにみえるが、呪われないように自宅ではドライな関係。帰宅後は「お疲れ様でした」とお礼を伝えている。

### 匠の藁人形
通常よりも遥かに大きい藁人形。ある日、京都で暮らしていた修験者が亡くなり、田中の知り合いの骨董商がその遺品の権利を買った。遺品の中のある箱を開けた瞬間、ボタボタッと鼻血が出た。それが大きな匠の藁人形で、その骨董商の知り合いから田中へ連絡がきて、緊急で引き取ってくれと言われ、すぐに引き取りに言った。その藁人形を見るとねじられたうえ、「バンザイ」状態に上がっている両腕。頭から股間まで、急所には釘が打たれている状態だった。本来、丑の刻参りに用いられる藁人形は、木に打ちつけられるものなので、保管されているものは珍しいらしく、調べると、匠の技術を持った呪術師が専用の場所で丹念に呪詛を行ったものだった。田中の推測によると、怨念が強すぎたため、修験者が預かっていたんじゃないかと推察している。そうして田中は自宅へ持ち帰ったが、数日後、不思議な出来事が起きた。真冬の深夜3時頃。アパート階下から“カーン、カーン”と釘を打つような音が聞こえた後、念仏を唱える声がした。窓を開けても下には屋根があるのでよく見えなかったが、向かいの家の住人も外を覗いている様子だった。つまり、霊などではなかった。でも、声がやんだと同時に階下へ下りてみると、誰もいなかった。腑に落ちなかったが、ついでだからと思って缶コーヒーを買いに近くの自販機まで行く最中、途中の家の軒先に、肩を落とした無気力状態の年配の女性が立っていて、こっちを見て「お前のせいだろ！」と怒鳴られた。そのまま田中はびっくりしながらも通り過ぎて、缶コーヒーを買った。ただ、帰り道にその家の前を通らないといけず、嫌だなと思いながら戻っていった。その家の前を通ると、その女性はまだ立っており、田中はそちらの方を見ないようにして自宅アパートの前まで行った。しかし、後ろが気になり、振り返ると、遠くからその女性が田中を睨みつけており、そこから田中の方に向かって追いかけてきた。田中は大慌てでアパートに入り鍵を閉めて、逃げ切った。次の日に道でその女性に会ったが、普段の普通の感じの女性に戻っていて、前日の夜のことを忘れているのような様子だったという。田中は「箱に入っていた人形の呪いが、蓋を開けることで拡散し、ご近所さんに憑依したのかもしれません。もしご迷惑をおかけしていたら、本当に申し訳ないと思います。」と当時の事を明かしている。

### 木目込み人形
古い日本人形。ある日、田中のもとにその日本人形が送られてきた。送ってきたのは田中と同年代の男性A。同封されていた手紙には、「おばあちゃんが亡くなって、150年前からある蔵をつぶすことになった。業者から『変なものがあるから見に来てくれ』と言われ、妹と見に行ったら蔵の中央にある梁から何かが吊るされていた」と書いてあった。その「何か」とは、縄でぐるぐる巻きにされた、2つの竹籠をカプセル状にはめたようなもので、開けてみると、その中には日本人形が人の髪の毛でぐるぐる巻きにされ、吊るされていたと書いてあった。Aは、こどもの頃からおばあちゃんに「この蔵には絶対に入るなよ」と念を押されており、その理由は「鬼人（きじん）が出るから」と言われていた。ただその時Aは、こどもを怖がらせるための言葉だろうとしか思っていなかった。田中はその人形を受け取ってから体調を崩し、怪談ツアーで全国を回っている最中にとうとう耐えきれず、救急車で緊急搬送され入院してしまった。病気は重度の肺炎だった。そして入院2日目に田中は普段は見ないような変な夢を見た。誰もいない夜中、山のふもとに自分が立っていて、遠くに山肌が見える。自分は山の頂上付近を見ていて、一気に自分の視線が山にズームアップして、グワーっと山の中を駆け巡り、頂上まで行くと鳥居が出てきた。真っすぐ行くと、鳥居の下に着物を着た女の人がいて。真っ黒で最初は顔は分からなかった。その女性と鼻があたるくらいまで近づいた時、その女性の顔が日本人形の顔だった。しかもその日本人形は、まるで般若のような怒りの表情を浮かべていて、田中は初めて「ウワーッ！」と声を出して起きたという。身体は汗まみれだった。そして、病院に持ってきてある荷物の中にあの日本人形を持ってきてると気づいた田中は、フラフラの状態で日本人形を荷物から取り出した。見ると、その日本人形は首がポロッと取れている状態で、あわてて首をちゃんとはめ直した。すると、目の端に見える黒い影が見え、確認したが誰もいなかった。これが、入院中ずっと続いていた。退院後、「あの人形、なんかおかしいんちゃうかな？」と恐怖を感じていた田中のもとに、Aから再度手紙が届いた。「あの人形は、女性問題でもめていたひいおじいちゃんが、満州から持ち帰ってきたものらしい。持ち帰ってきてからずっと悪夢を見るので、ひいおじいちゃんが夢を食べる妖怪・獏（ばく）を信仰しだした。そこから悪夢を見ることはなくなって、蔵にその日本人形を封印したらしい。悪夢を見なくなった後で、ひいおじいちゃんの夢に獏が出るようになった。その獏は、「封じよ」「世に出すな」「神所に返せ」といつも同じ言葉を言っていたらしい」と手紙に書いてあった。なので本来は「この人形は世に出してはいけない、封じ込めて、蔵をつぶす時には神社に行っておさめないといけない」ということだったらしいが、しかしその日本人形は、神社ではなく、田中のところに送られてきた為、Aと話し合い、田中がそのままその人形を所有することになった。

## 出演

### バラエティ
- 北野誠のおまえら行くな。（エンタメ〜テレ☆シネドラバラエティ、2019年、2022年）
- 緊急検証!（ファミリー劇場、2019年、2022年、2024年）
- 実話怪談倶楽部（フジテレビONE、2020年3月20日）
- 田中俊行のオカルト・コレクション（MONDO TV、2020年 - 2024年）
- 全力!脱力タイムズ（フジテレビ、2021年9月3日）
- 田中俊行と呪物と怪談と（エンタメ〜テレ☆シネドラバラエティ、2022年 - 2024年）
- 不思議体験ファイル 信じてください!!（フジテレビ、2022年12月27日）
- やりすぎ都市伝説（テレビ東京、2022年12月23日、2024年3月22日）
- 口を揃えた怖い話（TBS、2022年3月22日、2023年6月29日、2024年7月29日）
- ニンゲン観察バラエティ モニタリング（TBS、2022年4月14日）
- さらばのこの本ダレが書いとんねん (テレビ大阪、2023年6月20日、6月27日、8月5日)
- ノンストップ!（フジテレビ、2023年8月14日）
- クレイジージャーニー（TBS、2023年11月13日、11月20日、2025年2月17日、2025年5月26日、2025年6月9日）
- ネジが外れたARE【天竺鼠・川原MC!全国驚き素人を手本にフット後藤ネジ外す】（フジテレビ、2024年1月4日）
- プレミアの巣窟（フジテレビ、2023年12月17日、2024年1月7日、2024年3月10日、3月17日）
- 家、ついて行ってイイですか?（テレビ東京、2024年7月14日）
- ジョンソン 素敵なお金の使い方をご提案～うまい話レストラン開店～（TBS、2024年9月30日）
- 怪狼III ～偽りのストーリーテラー～（エンタメ〜テレ☆シネドラバラエティ、2024年10月14日）
- ワルイコあつまれ (NHK総合、2025年2月4日)
- ふぉろ〜ゆ〜！〜ギリギリな人について行ってみた〜 (カンテレ、2025年6月4日)

### ドキュメンタリー
- NHK BSプレミアム「コレクター業界編」（BSNHK、2023年11月17日）

### 映画
- 事故物件 恐い間取り（2020年8月28日） - サイン会で握手に応じている男性
  - 事故物件ゾク 恐い間取り（2025年7月25日公開予定）[30]
- オカルト地蔵 (2023年10月28日)

### ネット配信
- 怪奇蒐集者（コレクター）シリーズ（Amazon Prime Video、2019年）
- 怪奇蒐集者 怪談葬庫（Amazon Prime Video、2021年）
- 怪奇蒐集者 怪談葬庫2（Amazon Prime Video、2022年）
- スピードワゴンの月曜TheNIGHT（ABEMA、2022年8月13日）
- カンニング竹山の土曜The NIGHT（ABEMA、2022年9月18日）
- ABEMA Prime（ABEMA、2023年1月26日）
- 継承怪談（channel恐怖、2023年8月14日）
- 恋する怪 #93 (テレ朝動画、2024年3月26日)

### 展示会
- 「祝祭の呪物展」（東京、2022年5月）
- 「祝祭の呪物展2」（大阪、2023年5月、東京、2023年6月）
- 「祝祭の呪物展 2024」（大阪、2024年5月、東京、2024年7月）
- 「祝祭の呪物展SAPPORO」（北海道、2024年8月）
- 「クレイジージャーニー展」（東京、2025年3月 - 4月）
- 「ゾッ展～実話怪談とその物証～」（広島、2025年7月 - 8月）

## 著書
- 怖い部屋の話 ゾッとする間取りと事故物件（2022年10月20日、宝島社）
- 呪物蒐集録（2022年12月16日、竹書房、ISBN 978-4801933040）
- あべこべ（2023年6月26日、二見書房、ISBN 978-4576221137）
- 神戸怪談（2023年10月30日、竹書房〈竹書房怪談文庫 HO 639〉、ISBN 978-4801937543）
- 紙呪（2024年6月26日、二見書房、ISBN 978-4576240602）

共著
- ぼくと呪物の奇妙な生活 呪物コレクター誕生秘話編（2023年7月27日、田中俊行 企画・原案、オオイシヒロト 著、竹書房〈BAMBOO ESSAY SELECTION〉）
- 怖い話でメシを食う。 最恐の2人が語る奇妙な日常（2024年7月11日、田中俊行、はやせやすひろ 著、日本ジャーナル出版、ISBN 493092720X）
- ぼくと呪物の奇妙な生活 最恐呪物蒐集編（2024年8月7日、田中俊行 企画・原案、オオイシヒロト 著、竹書房〈BAMBOO ESSAY SELECTION〉、ISBN 978-4801941212）
- 呪念魂（2025年5月7日、田中俊行、高田公太 著、竹書房、ISBN 978-4801944404）
- ぼくと呪物の奇妙な生活 闇の契約編（2025年8月7日、田中俊行 企画・原案、オオイシヒロト 著、竹書房〈BAMBOO ESSAY SELECTION〉